# 世界!極タウンに住んでみる
『世界!極タウンに住んでみる』（せかい きょくタウンにすんでみる）は、フジテレビ系列で2018年5月5日から9月15日まで毎週土曜日 19:57 - 21:00（JST）に放送されていた紀行バラエティ番組。全12回。

## 概要
本番組は、世界で驚くほどの「極タウン」と呼ばれる極端な街にディレクターが潜入するといった海外移住体験型バラエティ番組である。
2018年1月19日（金曜日）19:57 - 21:49（JST、『金曜プレミアム』枠）でパイロット版が放送された。
同年3月31日まで約22年間放送されていた『めちゃ2イケてるッ!』の後継番組として同年5月5日からレギュラー放送を開始したが、裏番組の『世界一受けたい授業』（日本テレビ）に押されたため、同年9月15日に放送終了。後番組には11月10日から『芸能人が本気で考えた!ドッキリGP』を開始後引き続き東野幸治と恵俊彰が、当番組から続投した。

## 出演者

### レギュラー版
MC
- 東野幸治

パネラー
- 恵俊彰（ホンジャマカ）

### パイロット版
- 立川志らく
- 濱口優（よゐこ）
- 山村紅葉

## ネット局
- 番組終盤の20:54 - 21:00はローカルセールス枠のため、フジテレビ以外の通常時同時フルネット局でも臨時に20:54で飛び降りする一方、通常時同時ネット局でも臨時フルネットで放送する場合があった。

| 放送対象地域   | 放送局                    | 系列                                         | 放送時間（JST）    | ネット状況                   |
| -------------- | ------------------------- | -------------------------------------------- | ------------------ | ---------------------------- |
| 関東広域圏     | フジテレビ（CX）          | フジテレビ系列                               | 土曜 19:57 - 21:00 | 制作局                       |
| 秋田県         | 秋田テレビ（AKT）         | フジテレビ系列                               | 土曜 19:57 - 21:00 | 同時フルネット               |
| 島根県・鳥取県 | 山陰中央テレビ（TSK）     | フジテレビ系列                               | 土曜 19:57 - 21:00 | 同時フルネット               |
| 岡山県・香川県 | 岡山放送（OHK）           | フジテレビ系列                               | 土曜 19:57 - 21:00 | 同時フルネット               |
| 広島県         | テレビ新広島（tss）       | フジテレビ系列                               | 土曜 19:57 - 21:00 | 同時フルネット               |
| 長崎県         | テレビ長崎（KTN）         | フジテレビ系列                               | 土曜 19:57 - 21:00 | 同時フルネット               |
| 熊本県         | テレビくまもと（TKU）     | フジテレビ系列                               | 土曜 19:57 - 21:00 | 同時フルネット               |
| 鹿児島県       | 鹿児島テレビ（KTS）       | フジテレビ系列                               | 土曜 19:57 - 21:00 | 同時フルネット               |
| 北海道         | 北海道文化放送（uhb）     | フジテレビ系列                               | 土曜 19:57 - 20:54 | 同時ネット （20:54飛び降り） |
| 岩手県         | 岩手めんこいテレビ（mit） | フジテレビ系列                               | 土曜 19:57 - 20:54 | 同時ネット （20:54飛び降り） |
| 宮城県         | 仙台放送（OX）            | フジテレビ系列                               | 土曜 19:57 - 20:54 | 同時ネット （20:54飛び降り） |
| 山形県         | さくらんぼテレビ（SAY）   | フジテレビ系列                               | 土曜 19:57 - 20:54 | 同時ネット （20:54飛び降り） |
| 福島県         | 福島テレビ（FTV）         | フジテレビ系列                               | 土曜 19:57 - 20:54 | 同時ネット （20:54飛び降り） |
| 新潟県         | 新潟総合テレビ（NST）     | フジテレビ系列                               | 土曜 19:57 - 20:54 | 同時ネット （20:54飛び降り） |
| 長野県         | 長野放送（NBS）           | フジテレビ系列                               | 土曜 19:57 - 20:54 | 同時ネット （20:54飛び降り） |
| 静岡県         | テレビ静岡（SUT）         | フジテレビ系列                               | 土曜 19:57 - 20:54 | 同時ネット （20:54飛び降り） |
| 富山県         | 富山テレビ（BBT）         | フジテレビ系列                               | 土曜 19:57 - 20:54 | 同時ネット （20:54飛び降り） |
| 石川県         | 石川テレビ（ITC）         | フジテレビ系列                               | 土曜 19:57 - 20:54 | 同時ネット （20:54飛び降り） |
| 福井県         | 福井テレビ（FTB）         | フジテレビ系列                               | 土曜 19:57 - 20:54 | 同時ネット （20:54飛び降り） |
| 中京広域圏     | 東海テレビ（THK）         | フジテレビ系列                               | 土曜 19:57 - 20:54 | 同時ネット （20:54飛び降り） |
| 近畿広域圏     | 関西テレビ（KTV）         | フジテレビ系列                               | 土曜 19:57 - 20:54 | 同時ネット （20:54飛び降り） |
| 愛媛県         | テレビ愛媛（EBC）         | フジテレビ系列                               | 土曜 19:57 - 20:54 | 同時ネット （20:54飛び降り） |
| 高知県         | 高知さんさんテレビ（KSS） | フジテレビ系列                               | 土曜 19:57 - 20:54 | 同時ネット （20:54飛び降り） |
| 福岡県         | テレビ西日本（TNC）       | フジテレビ系列                               | 土曜 19:57 - 20:54 | 同時ネット （20:54飛び降り） |
| 佐賀県         | サガテレビ（STS）         | フジテレビ系列                               | 土曜 19:57 - 20:54 | 同時ネット （20:54飛び降り） |
| 宮崎県         | テレビ宮崎（UMK）         | フジテレビ系列 日本テレビ系列 テレビ朝日系列 | 土曜 19:57 - 20:54 | 同時ネット （20:54飛び降り） |
| 沖縄県         | 沖縄テレビ（OTV）         | フジテレビ系列                               | 土曜 19:57 - 20:54 | 同時ネット （20:54飛び降り） |

## スタッフ

### レギュラー版
- 編成企画：加藤達也（フジテレビ）
- 取材ディレクター：青木祐太、木村綾乃、市川貴弘
- ナレーター：松元真一郎 / 石井貴之、飯田かおり
- 構成：とちぼり元、平出尚人 / 一色水三郎
- CAM：永澤剛
- VE：横川友之
- AUD：村本達弥
- LD：江川斉、白石弘志
- 美術プロデューサー：小美野淳一、羽田一成
- 美術デザイン：岡田朋子
- 美術制作：芳賀基広
- 美術協力：アックス
- 編集：宮下圭介
- MA：長田浩幸（BANZAI）
- CG：岡翔三郎
- 音響効果：クォン・ジンホ（ジノ・ソニック）
- 音楽：井筒昭雄
- 音楽ディレクター：谷口広紀
- 技術協力：スウィッシュ・ジャパン、オムニバス・ジャパン、プログレッソ
- 協力：メガバックス7、STEELO、FLY MEDIA
- 広報宣伝：長谷川智子（フジテレビ）
- TK：小国幸恵
- 制作スタッフ：藤井美音、馴田裕香、青木香澄、塩川哲也
- AP：石川好子、倉橋玲奈（以上IVSテレビ制作）
- ディレクター：吉田憲右、阿部雄大、中村優介
- 演出：渡辺将司（IVSテレビ制作）、赤坂康一（フリーピット） / 小林啓之、新井勝也（以上IVSテレビ制作）
- プロデューサー：佐藤基、渡邊正人、笠井彩（以上IVSテレビ制作）、石井伸幸（フリーピット）
- 総合演出：中村秀樹（IVSテレビ制作）
- 制作協力：フリーピット
- 企画制作：フジテレビ
- 制作著作：IVSテレビ制作

#### 過去のスタッフ
- 広報宣伝：池田綾子（フジテレビ）

### パイロット版
- ナレーター：湯浅真由美、石井貴之、飯田かおり
- 構成：とちぼり元、平出尚人
- ロケ技術：李承宰、古川淳、横田浩幸
- リサーチ：山下和規
- 音響効果：クォンジンホ
- 編集：長谷村崇
- MA：寺田朋美
- 技術協力：MJ、ジノ・ソニック、turn up
- 撮影協力：District Council of Coober Pedy、Breakaways Co Management Board、Desert Cave Hotel、Umoona Opal Mine and Museum、Audum Salte
- コーディネーター：CPインターナショナル・オーストラリア、Norway Coordinator Service
- 広報：春日由美
- 編成企画：加藤達也、武田誠司
- AD：佐藤駿、馴田裕香、藤森久敬、景井天紫
- ディレクター：市川貴弘、赤坂康一、木村綾乃、久富久伸
- プロデューサー：澤井慎幸
- 演出：小林啓之
- 監修：中村秀樹
- 企画制作：フジテレビ
- 制作著作：IVSテレビ制作